# Rue Picot
La rue Picot est une voie du 16e arrondissement de Paris, en France.

## Situation et accès
La rue Picot est une voie publique située dans le 16e arrondissement de Paris. Elle débute au 24, avenue Bugeaud et se termine au 49, avenue Foch.
Le quartier est desservi par la ligne 2 aux stations Porte Dauphine et Victor Hugo.

## Origine du nom
Cette voie porte le nom du propriétaire des terrains sur lesquels elle a été ouverte, M. Picot, avoué à Paris (1768-1859), un des actionnaires de la Société des terrains de la plaine de Passy.

## Historique
Elle est ouverte sous sa dénomination actuelle vers 1827, sur l'ancienne commune de Passy, et classée dans la voirie parisienne par le décret du 31 octobre 1863.
Elle débouchait autrefois dans la rue Andréine, laquelle a été supprimée pour livrer passage à l’avenue du Bois-de-Boulogne (actuelle avenue Foch).
Le 15 janvier 1972, à 8 heures du matin, une fillette de 10 ans est enlevée dans la rue alors qu’elle se rend à pied à l’école ; elle sera rendue le lendemain à ses parents contre une rançon de 139 000 francs.

## Bâtiments remarquables et lieux de mémoire

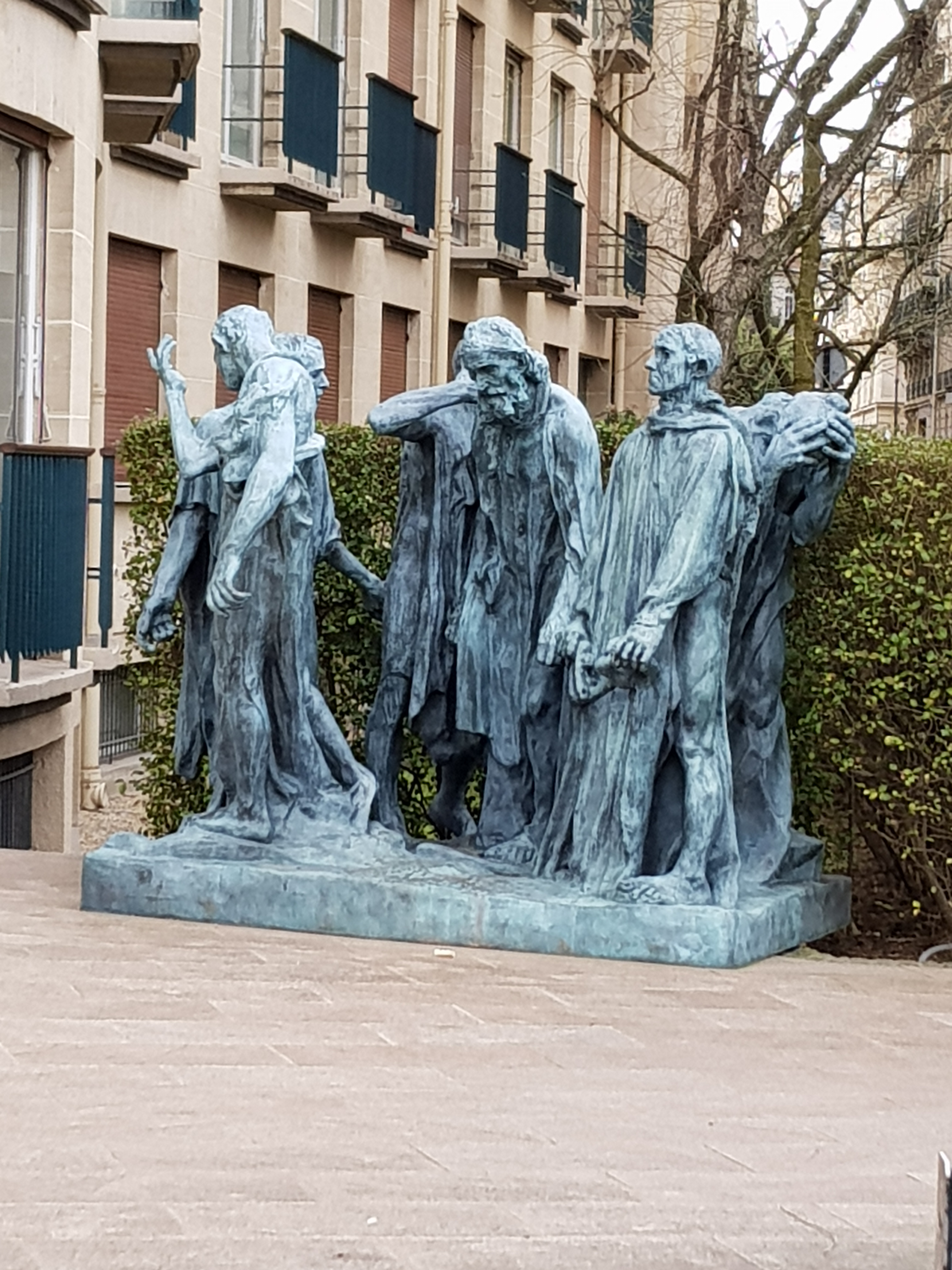
Les Bourgeois de Calais, angle avenue Foch et rue Picot.

- No 2 : immeuble construit par l'architecte Pierre Humbert en 1901.
- No 13 : ambassade du Turkménistan en France.
- No 15 : adresse, en 1948, du dernier domicile et du lieu de décès de l'architecte français Albert Pouthier (1878-1948)[3].
- No 16 : on trouve à l’entrée de cet immeuble de haut standing, situé à l’angle de l’avenue Foch, une copie du groupe statuaire d’Auguste Rodin, Les Bourgeois de Calais.
- No 17 : immeuble construit par l'architecte Charles Abella en 1939[4].

### Bâtiments détruits
- Le Skating Palais, salle de patinage inaugurée le 23 avril 1876 et considérée comme l’une des plus belles du monde[5], était bordé sur un côté par la rue Picot.
- No 14 : hôtel particulier de l’actrice belge Jane Marnac (1892-1976) ; celle-ci, en 1958, y est victime d’un important vol de bijoux commis en sa présence[6].